# Joachim Frank
Joachim Frank (Weidenau, Siegen, 12 de setembro de 1940) é um biofísico alemão-estadunidense. Recebeu em 2017 juntamente com Jacques Dubochet e Richard Henderson o Nobel de Química.

## Prêmios e condecorações
- 1997 Fellow da Associação Americana para o Avanço da Ciência
- 2006 membro da Academia de Artes e Ciências dos Estados Unidos[2]
- 2006 membro da Academia Nacional de Ciências dos Estados Unidos[3]
- 2014 Medalha Benjamin Franklin do Instituto Franklin[4]
- 2017 Prêmio Wiley de Ciências Biomédicas[5]
- 2017 Nobel de Química[1]